# Swift (navegador)
Swift fue un navegador web para Microsoft Windows; fue el primero para este sistema operativo en utilizar el motor de renderizado WebKit desarrollado por Apple Inc. antes de que Safari fuera publicado.
Desde su versión 0.4.1, Swift pensó desarrollar sus próximas versiones con la biblioteca Qt., pero este sería su última versión de desarrollo.
El proyecto se encuentra oficialmente muerto, ya no está disponible para su descarga ni se volverán a publicar nuevas versiones de la misma.